# Trolls (film)
Trolls (engelska: Trolls) är en amerikansk datoranimerad långfilm. Den hade biopremiär i USA den 4 november 2016, men med förhandvisning på London Film Festival den 8 oktober 2016.
På Oscarsgalan 2017 nominerades Trolls för bästa sång ("Can't Stop the Feeling!") men förlorade mot La La Land ("City of Stars").

## Handling
De små trollen är de lyckligaste varelserna i världen, vilket är anledningen till att de olyckliga bergerna vill äta trollen en gång per år. Men för 20 år sedan såg trollens kung Peppy till att alla troll flydde från Bergenstaden mot friheten. 
För att fira flyktens 20-årsjubileum arrangerar trollens alltid lika positiva och söta prinsessa Poppy en stor fest, men Kvist, det enda dystra och gråa trollet, säger bara att festen kommer att locka dit bergerna. Och Kvist visar sig ha rätt, för festen blir så högljudd att bergernas fruktansvärda och numera förvisade kungliga kock hittar Trollbyn och kidnappar ett antal troll. 
Tillsammans ger sig Poppy och Kvist, ett omaka par, iväg till Bergenstaden för att rädda sina vänner. Men i Bergenstaden knyter trollen ett helt osannolikt vänskapsband med Bridget, en bergen-köksflicka som är kär i bergernas kung Brosk Jr. Då börjar Poppy inse att det kan finnas sann lycka i bergerna och att de bara behöver hjälp med att finna den.